# Hiram Burgos
Pour les articles homonymes, voir Burgos (homonymie).
Hiram Alexis Burgos (né le 4 août 1987 à Cayey, Porto Rico) est un lanceur droitier des Ligues majeures de baseball qui a joué pour les Brewers de Milwaukee en 2013.

## Carrière
Hiram Burgos joue à l'Académie de baseball de Porto Rico à Gurabo puis au Collège Bethune-Cookman de Daytona Beach, Floride, aux États-Unis, avant de devenir un choix de sixième ronde des Brewers de Milwaukee en 2009. Il atteint la finale de la Classique mondiale de baseball 2013 avec l'équipe de Porto Rico. En trois matchs durant le tournoi, il maintient une moyenne de points mérités de 0,69 avec 12 retraits sur des prises en 13 manches lancées.
Burgos, un lanceur partant, fait ses débuts dans le baseball majeur le 20 avril 2013 avec les Brewers de Milwaukee. N'accordant qu'un point en cinq manches aux Cubs de Chicago, il remporte ce jour-là sa première victoire. Il effectue 6 départs pour Milwaukee en 2013, remportant un match contre deux défaites. En 29 manches et un tiers de travail, sa moyenne de points mérités s'élève à 6,44.